# 出羽桜酒造
出羽桜酒造株式会社（でわざくらしゅぞう）は、山形県の清酒製造業を行う酒蔵である。

## 概要
1892年、初代仲野清次郎が分家して仲野酒造として創業。
太平洋戦争の最中には、物不足で酒は造れば売れた時代であったが、2代目仲野清次郎は出荷を減らし、品質の保持にこだわった。また国は確実に酒税を徴収できるように各地の酒造に合併を進め、仲野酒造も税務署から合併を勧奨された。しかし2代目は「合併すれば、それだけ酒造りへの思いが薄まってしまう」としてそれを拒み、単独での酒造りを続けた。
戦後は、吟醸酒や生酒の販売に力を入れ、近年では日本酒を海外で紹介したさきがけとして知られる。
現社長である仲野益美は、東京農業大学農学部醸造学科で学び、小泉武夫教授から薫陶を受けた「小泉チルドレン」の一人で、2000年に父の急逝を受け、社長に就任した。出羽桜の「当主自ら酒を作れ」の伝統に従い、自ら仕込みをし全行程に携わる。

## 会社データ
出羽桜酒造株式会社
- 山形県天童市一日町1-4-6
- 業務内容：出羽桜の醸造蔵・営業本部・ビン詰め工場

出羽桜酒造(株）天空蔵
- 山形県天童市北目2-8-5
- 業務内容：精米など

出羽桜酒造(株）山形工場
- 山形県山形市上町1-1-60
- 業務内容：出羽桜の醸造蔵

## 沿革
- 1892年11月 - 創業。
- 1953年 - 仲野酒造を法人化。
- 1970年 - 出羽桜酒造に社名変更。
- 1988年 - 「財団法人出羽桜美術館」創設。
- 1990年 - 山形工場開設。（「東海一」醸造元、「東海林酒造」から譲受）[3]
- 1997年 - 本格的な輸出開始。

## 受賞歴
全国新酒鑑評会
平成14酒造年 - 29酒造年
- 「出羽桜」金賞受賞 - 平成29年受賞

インターナショナル・ワイン・チャレンジ（IWC)「チャンピオン・サケ」
- 2008年 純米吟醸酒「出羽桜　一路」[5]
- 2016年 純米酒「出羽桜　出羽の里」[5][6]

クラマスター
クラマスター2021純米酒部門
- 「出羽桜特別純米３年熟成」プラチナ賞受賞 - 令和3年受賞[7]

## 公益財団法人出羽桜美術館
東京農大に在学中から李朝工芸の蒐集を始めた3代目仲野清次郎が、財団法人を設立の上で居宅として明治後期に造られた木造瓦ぶきの日本家屋を改装して、1988年10月開館した。朝鮮半島の陶磁器や工芸品のほか、斎藤真一の絵画等を展示する。
美術館の場所は、出羽桜酒造から徒歩で約２分｡
開館時間
- 9:30～17:00(入館は16:30まで)
- 休館日月曜日(祝祭日の場合は翌日)、年末年始、展示替え期間

アクセス
- JR天童駅・JR天童南駅より徒歩約15分
- JR山寺駅より車で約15分
- 山形空港より車で約15分
- 山形交通バス北目口下車すぐ

## 関連文献
- 仲野恭一「出羽桜酒造」『日本醸造協会誌』第85巻第12号、日本醸造協会、1990年、874頁、doi:10.6013/jbrewsocjapan1988.85.874。